# Olgierd Jeleński
Olgierd Augustyn Jeleński (ur. 28 sierpnia 1881 w Dunajczycach k. Klecka, zm. po 1941 prawdopodobnie w Archangielsku) – ziemianin, polski działacz społeczny, polityk i samorządowiec, senator RP III kadencji (1930–1935).

## Życiorys
Pochodził ze starej ziemiańskiej rodziny z tradycjami niepodległościowymi, jego dziad Antoni Jeleński był Skarbnikiem Rządu Narodowego w Powstaniu Styczniowym. Ukończył gimnazjum rosyjskie w Mińsku, po czym kształcił się na Politechnice Warszawskiej i Uniwersytecie Dorpackim. Po ukończeniu studiów osiadł na gospodarstwie rodzinnym w Murowance koło Janowicz, gdzie założył również fabrykę korków. W latach 1914–1920 przebywał w głębi Imperium Rosyjskiego (m.in. na Mińszczyźnie), gdzie był m.in. zastępcą naczelnika okręgu mińskiego POW.
Po powrocie do Janowicz założył m.in. krochmalnię i sad jabłkowy oraz ochotniczą straż pożarną. Był jednym z inicjatorów powstania szkoły powszechnej we wsi. Stał na czele Rady Nadzorczej Chrześcijańskiego Banku Spółdzielczego w Klecku. W 1925 był delegatem nowogródzkim na Zjazd Związku Kolonizacji Rolniczych Ziem Wschodnich. W 1927 organizował wystawy rolnicze na Nowogródczyźnie (w Baranowiczach i Klecku). Pełnił obowiązki prezesa Powiatowego Związku Kółek Rolniczych, a od 1926 Okręgowego Związku Organizacji i Kółek Rolniczych (województwa nowogródzkiego).
Działał w samorządzie miasta i powiatu Nieśwież: w latach 1922–1932 był przez dwie kadencje członkiem Wydziału Powiatowego w Nieświeżu (organu wykonawczego Sejmiku Powiatowego). W 1929 w imieniu samorządu przyjmował w Nieświeżu prezydenta Mościckiego. Pisywał do lokalnej prasy m.in. „Wspólnej Sprawy”.
Pod koniec lat 20. związał się ze Związkiem Naprawy Rzeczypospolitej. W 1930 wybrany senatorem III kadencji z listy BBWR w województwie nowogródzkim, mandat pełnił do 1935.
Po agresji sowieckiej na Polskę aresztowany w Malinowszczyźnie, przebywał w aresztach w Mołodecznie, Mińsku i Archangielsku. Zmarł prawdopodobnie w Archangielsku w 1941.
Pozostawił po sobie córkę Janinę Świętorzecką, syna Edwarda i córkę Jadwigę Domysławską.
Jego symboliczny grób znajduje się na cmentarzu Powązkowskim w Warszawie (kwatera 84-3-19).

## Ordery i odznaczenia
- Krzyż Oficerski Orderu Odrodzenia Polski (27 listopada 1929)[3]
- Złoty Krzyż Zasługi (1938)
- Srebrny Krzyż Zasługi (17 grudnia 1927)[4]
- Odznaka pamiątkowa Polskiej Organizacji Wojskowej[1]